# Habaş
Die Habaş-Gruppe (türkisch Habaş Grubu) ist ein türkischer Mischkonzern. Er produziert Industriegase, Stahl und Elektrizität, handelt mit LPG, LNG und CNG und betreibt mehrere Seehäfen. Bei der Stahlproduktion steht Habaş an zweiter Stelle nach Erdemir.

## Geschichte
Hamdi Başaran gründete 1956 einen Betrieb zur Herstellung von Flüssigsauerstoff im Stadtteil Topkapı von Istanbul. 1967 begann die Produktion von flüssigem Stickstoff, Sauerstoff und Argon.
1987 stieg Habaş in die Stahlerzeugung ein. 1997 wurde die Anadolubank bei ihrer Privatisierung erworben.